# 小行星80180
小行星80180（80180 Elko）是一颗绕太阳运转的小行星，为主小行星带小行星。该小行星于1999年11月3日发现。
該小行星以美國內華達州的城市埃爾科命名。

## 轨道参数
小行星80180的轨道半长轴为2.3089122 UA，离心率为0.124。